# Ligne de Paulhan à Montpellier
La ligne de Paulhan à Montpellier est une voie ferrée française reliant Paulhan à Montpellier, d'une longueur d'environ 41 kilomètres à travers l'arrière-pays sétois et la montagne de la Moure. 
Aujourd'hui, elle est intégralement fermée au trafic voyageurs et marchandises, la voie est par endroits déferrée, la plateforme est soit en friche, soit en piste cyclable. 
Elle constitue la ligne n° 694 000 du réseau ferré national.

## Histoire

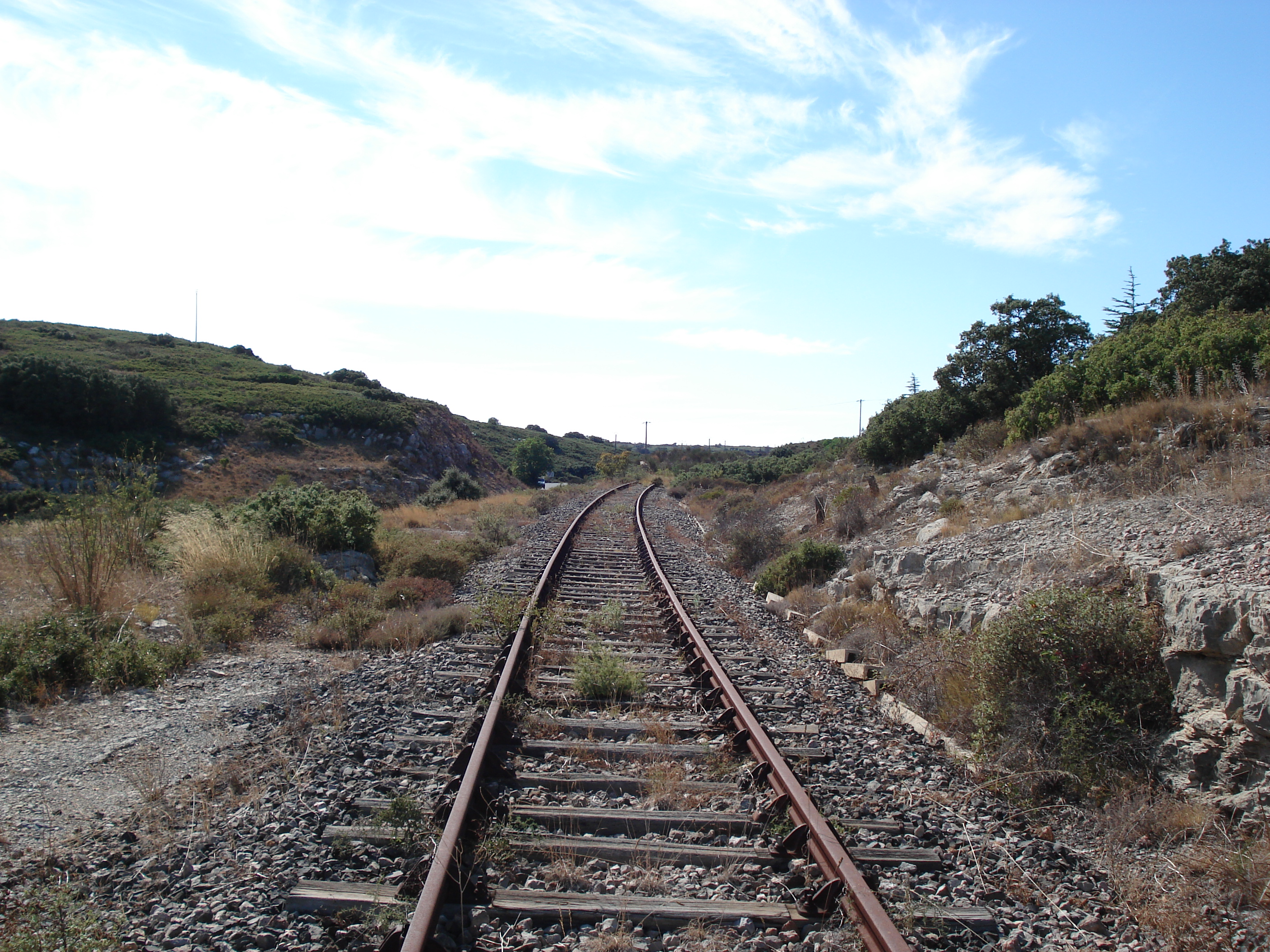
La ligne entre Montbazin et Villeveyrac

La ligne est concédée à titre définitif à la Compagnie des chemins de fer du Midi et du Canal latéral à la Garonne par une convention signée entre le ministre des Travaux publics et la compagnie le 1er mai 1863. Cette convention est approuvée par décret impérial le 11 juin 1863.
La ligne de Montpellier à Paulhan est ouverte le 8 novembre 1869 par la Compagnie du Midi, puis intégrée ultérieurement au réseau de la Compagnie du chemin de fer Paris-Lyon-Méditerranée (PLM).
Elle est utilisée dès l'ouverture pour le trafic voyageurs et de marchandises, notamment des produits viticoles entre les mois d'août et d'octobre.
La fermeture de la ligne au trafic voyageur a lieu le 15 novembre 1970. Des sections de la ligne ont des statuts différents : « ouverte au trafic fret » de Montpellier à Villeveyrac, « fermée » de Villeveyrac à Campagnan, et « neutralisée » de Campagnan à Paulhan.
Le trafic marchandises se réduit au fil des années, et seuls quelques trains de desserte parcourent la ligne entre Montpellier et Saint Jean de Védas, pour finalement disparaître. La dernière section ouverte au trafic Fret a un statut unique en France, puisque c'est la seule à ne pas voir passer de trains.

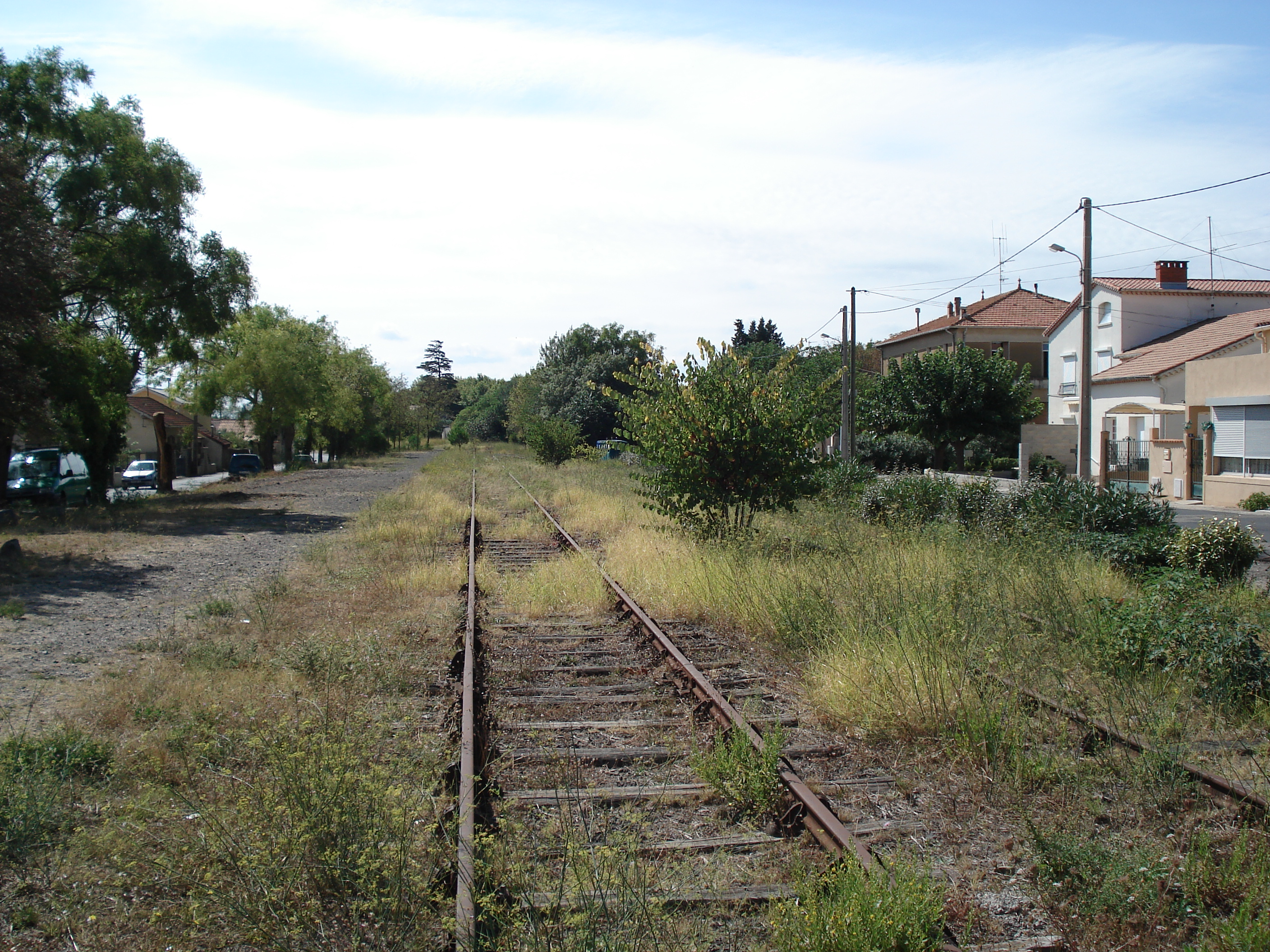
Les voies en gare de Paulhan

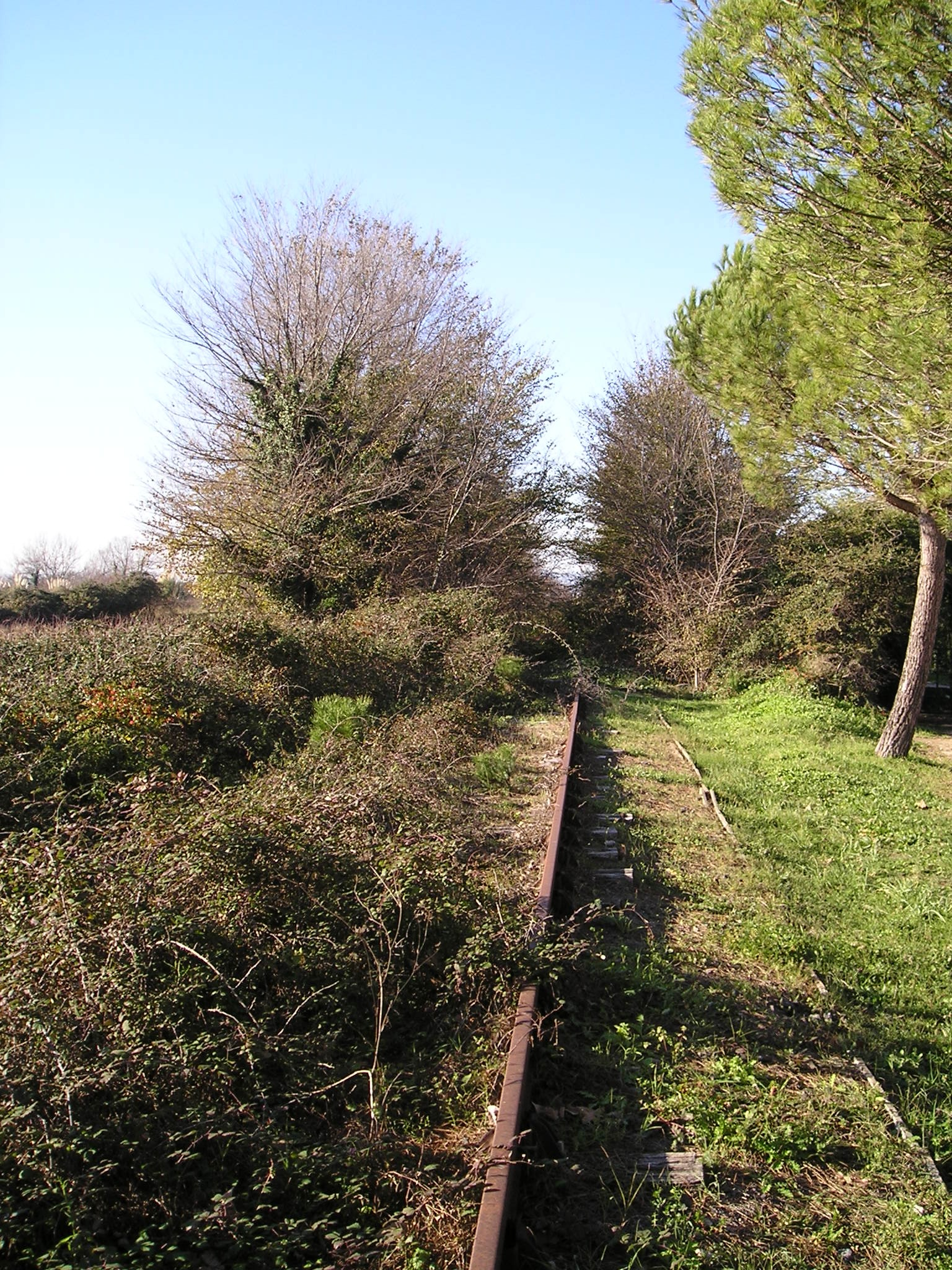
La voie près du passage à niveau de Saint-Jean-le-Sec, à Saint-Jean-de-Védas.

Depuis décembre 2006, l'emprise de la ligne, sur une longueur de 2,5 km, sert à la ligne 2 du tramway de Montpellier entre les stations Saint-Jean-le-Sec et Sabines ; entre La Condamine et Sabines, les rails du tramway se confondent avec ceux de la ligne.
Après un projet avorté qui prévoyait de prolonger la ligne de tramway depuis l'arrêt St Jean le Sec (commune de St Jean de Védas) jusqu'à Cournonsec, la portion de ligne entre l'arrêt St Jean le sec et peu après la sortie de la gare de Fabrègues a totalement été déferrée fin 2022, dans l'objectif d'en faire une piste cyclable.

## Horaires de 1967
|                   | Train 701 | Train 711 | Train 3321 | Train 709 |
| ----------------- | --------- | --------- | ---------- | --------- |
| Toulouse-Matabiau | x         | 7:47      | 11:51      | 13:54     |
| Paulhan           | 8:08      | 12:52     | 16:02      | 19:14     |
| Campagnan         | 8:13      | 13:01     | 16:07      | 19:19     |
| St-Pargoire       | 8:19      | 13:07     | 16:12      | 19:25     |
| Villeveyrac       | 8:28      | 13:19     | 16:21      | 19:37     |
| Montbazin-Gigean  | 8:38      | 13:30     | 16:31      | 19:47     |
| Cournonterral     | 8:44      | 13:36     | 16:37      | 19:54     |
| Fabregues         | 8:50      | 13:43     | 16:41      | 20:00     |
| St-Jean-de-Vedas  | 8:55      | 13:49     | x          | x         |
| Montpellier       | 9:02      | 13:57     | 16:52      | 20:12     |

|                   | Train 706 | Train 710 | Train 3338 | Train 3342 |
| ----------------- | --------- | --------- | ---------- | ---------- |
| Montpellier       | 7:09      | 7:46      | 12:12      | 18:15      |
| St Jean de Védas  | x         | x         | 12:19      | 18:22      |
| Fabrègues         | 7:22      | 7:59      | 12:24      | 18:28      |
| Cournonterral     | 7:27      | 8:05      | 12:28      | 18:32      |
| Montbazin-Gigean  | 7:35      | 8:13      | 12:35      | 18:39      |
| Villeveyrac       | 7:46      | 8:29      | 12:45      | 18:50      |
| St-Pargoire       | 7:58      | 8:40      | 12:54      | 18:59      |
| Campagnan         | 8:02      | 8:45      | 12:59      | 19:04      |
| Paulhan           | 8:07      | 8:50      | 13:04      | 19:09      |
| Toulouse-Matabiau | x         | 13:31     | 17:37      | 23:38      |

### Sources
- « Petit historique de la ligne Montpellier <> Paulhan », sur ruralrail-france.com (version du 31 décembre 2004 sur Internet Archive)
- Réseau Ferré de France